# Pat Cleveland
Patricia "Pat" Cleveland, född 23 juni 1950 i New York, är en amerikansk fotomodell. Hon hade en framgångsrik karriär under 1960-talet och 1970-talet och har blivit omnämnd som den första afroamerikanska supermodellen.

## Biografi

### Uppväxt och utbildning
Cleveland föddes i New York. Hennes föräldrar var Johnny Johnston, en jazzsaxofonist av svensk och irländsk härkomst, och Lady Bird Cleveland, en konstnär av afroamerikansk, ursprungsamerikansk och irländsk-skotsk härkomst. Clevelands föräldrar separerade när hon var barn och hon växte upp med sin mor i Harlem. Cleveland studerade scenkonst vid Fiorello H. LaGuardia High School och senare design vid High School of Art and Design i New York. Hon var tidigt intresserad av mode och drömde om att bli modeskapare.

### Modellkarriär
Clevelands modellkarriär inleddes 1966, när hon upptäcktes av en assistent till Vogues redaktör Carrie Donovan på en tunnelbaneplattform. Donovan imponerades av Clevelands modemedvetenhet och bjöd in henne till Vogue, som därefter publicerade en specialartikel med fokus på Cleveland som en lovande ung kläddesigner. Artikeln ledde till att tidskriften Ebony efterfrågade Cleveland som modell för dess nationella modeturné. Cleveland tackade ja till uppdraget och bestämde sig för att åsidosätta sina designerplaner, medan hon utforskade en karriär som modell. Under turnén med Ebony fick Cleveland erfara våldsam rasism i sydstaterna.
Cleveland fångade tidigt uppmärksamhet från modeskapare såsom Jacques Tiffeau och Stephen Burrows. Vid 18 års ålder skrev hon kontrakt med agenturen Wilhelmina Models. Oleg Cassini hade ursprungligen rekommenderat henne till Eileen Ford. Cleveland har emellertid konstaterat att Ford refuserade henne på grund av hennes hudfärg.
Inom kort arbetade Cleveland tillsammans med några av modebranschens största namn, inklusive Diana Vreeland. Hon fotograferades av tidens största modefotografer, såsom Irving Penn, Steven Meisel, Richard Avedon, Christopher Makos och Andy Warhol. Under en period var hon också Salvador Dalís musa. Hon fotograferades av Barry Berenson i sitt första modelluppdrag för Vogue, som publicerades i juni 1970. Samma år medverkade hon i den allra första upplagan av Essence.
Trots sin stora framgång i ung ålder, kände Cleveland sig desillusionerad i USA till följd av vad hon uppfattade som en rasistisk inställning till afroamerikanska modeller. Hon flyttade därför till Paris 1971, på inrådan av Antonio Lopez. Där började hon mannekänga för Karl Lagerfeld, som då var chefsdesigner för Chloé. Cleveland lovade sig själv att inte återvända till USA förrän en afroamerikansk modell figurerade på omslaget till amerikanska Vogue. Under 1970-talet arbetade hon som modell för bland andra Valentino, Oscar de la Renta, Yves Saint Laurent, Thierry Mugler, Diane von Furstenberg och Christian Dior. Hon var även en av Halstons återkommande modeller, en så kallad Halstonette. År 2019 medverkade hon i dokumentärfilmen Halston. Kulmen på Clevelands europeiska karriär var när hon medverkade i modevisningen i Versailles den 28 november 1973. Eventet var en insamling för att möjliggöra en restauration av slottet i Versailles.
Efter att Beverly Johnson blev den första afroamerikanska modellen att medverka på omslaget till amerikanska Vogue i augusti 1974, flyttade Cleveland tillbaka till USA och fortsatte sin modellkarriär där. Under 1970-talet figurerade Cleveland på omslag till Vanity Fair, Interview, Essence, Harper's, Cosmopolitan, Women's Wear Daily, L'Officiel, The Sunday Times Magazine, GQ, Vogue Paris, W och Elle.
Termen "supermodell" användes för att beskriva Cleveland så tidigt som 1980. Vogues före detta chefredaktör André Leon Talley har beskrivit Cleveland som den första svarta supermodellen.
Under andra halvan av 1970-talet var Cleveland en stamgäst hos den exklusiva nattklubben Studio 54 i New York.
År 1995 öppnade Cleveland en egen modellagentur i Milano. År 2010 medverkade hon som gästdomare i realityserien America's Next Top Model.

### Privatliv
Cleveland gifte sig med modellen Martin Snaric 1978, men skilde sig några år senare. År 1982 gifte hon sig med den nederländske före detta modellen och modefotografen Paul van Ravenstein. Paret har två barn, Noel van Ravenstein (född 1984) och Anna Cleveland van Ravenstein (född 1989), som också arbetar som fotomodell. Under 2010-talet utförde Cleveland flera modelluppdrag tillsammans med sin dotter, bland annat för Zac Posen och Lanvin.
År 2016 publicerade Cleveland memoaren Walking with the Muses: A Memoir, i vilken hon berättar om både sin uppväxt i Harlem och sin modellkarriär.
Cleveland är en anhängare av Gurumayi Chidvilasananda, den nuvarande spirituella ledaren av Siddha Yoga.
I mars 2019 diagnostiserades Cleveland med kolorektalcancer efter att ha genomgått en akutoperation kort efter sin medverkan i modeveckan i Paris. Efter att ha genomgått flera behandlingar, återvände hon till catwalken i september samma år.